# 第61届慕尼黑安全会议
第61届慕尼黑安全会议（2025）是2025年2月14日至16日在德国慕尼黑召开的年度安全会议。

## 背景
本次会议开始的前一天，巴伐利亞州慕尼黑市發生一起嚴重車禍，一輛汽車衝撞人群，造成2人死亡，至少30人受傷。。
本次会议在2025年德國聯邦議院選舉前一周召开。

## 内容
会议在2025年2月14日由德国总统施泰因迈尔开启。
北约秘书长马克·吕特认为，欧洲国家应该跟上乌克兰的节奏，如果欧洲希望在俄乌战争和平谈判中起到关键作用。

### 万斯
1. 美国副总统万斯与乌克兰总统泽连斯基会晤，万斯还与极右翼德国选择党领导人魏德尔会谈。
2.美国副总统万斯认为欧洲最紧迫的挑战是非法移民，欧洲领导人需要为乌克兰国防贡献更多。
3.万斯还批评了2024年罗马尼亚总统首轮选举的结果被法院作废的决定，因为俄罗斯介入了罗马尼亚的选战。
4.德国国防部长皮斯托里乌斯认为万斯的观点不可接受。

### 蕭茲
1、德国总理蕭茲认为德国各民主党派对于反对国家社会主义具有共识，这一共识是抵御极右翼政党的防火墙。
2、联邦德国是一个民主国家，它在反对国家社会主义和法西斯主义的过程中诞生。
3、德国选择党认为德国历史上国家社会主义的罪行不值一提，而美国副总统万斯却对其表示支持，德国人不能接受。
4、万斯在参观达豪集中营纪念馆时承诺“不让悲剧重演”，这与其对德国选择党的支持是矛盾的。

### 泽连斯基
1、乌克兰总统泽连斯基呼吁组建欧洲军，他认为军队是欧洲团结的前提，欧洲的人口是美国的两倍，欧洲应该发展自己的核保护伞。
2、当下欧洲的核保护伞由美国提供给北约，作为欧洲安全的威慑力量，核保护共享伙伴国有比利时、德国、意大利、荷兰、土耳其，而法国和英国本身就拥有核武器。
3、丧失核威慑力的欧洲将产生巨大的缺口，并将欧洲置于危险之地。

### 维和部队
1. 英国首相斯塔默2月16日说，他已准备好派遣英国军队到乌克兰，作为战后维和部队的一部分[14]。
2. 特朗普，美方不会向乌派遣军队，不反对欧洲派遣维和部队[15]。
3. 西班牙外交部长、波兰首相表示，他们还未准备好向乌克兰派遣维和部队[16]。

## 圖片集
- 美國國務卿馬可·魯比奧與北大西洋公约组织秘书长馬克·呂特會面
- 烏克蘭和美國代表團會晤
- 慕尼黑安全會議歐洲-大西洋安全小組討論